# Кісіда Фуміо
Кісіда Фуміо (яп. 岸田 文雄, Кішіда Фуміо, нар. 29 липня 1957, Сібуя, Токіо) — японський політичний діяч. Прем'єр-міністр Японії з 4 жовтня 2021 до 1 жовтня 2024 року. Президент Ліберально-демократичної партії Японії (2021—2024). Міністр закордонних справ Японії (2012—2017). Депутат Палати представників від Ліберально-демократичної партії.

## Біографія

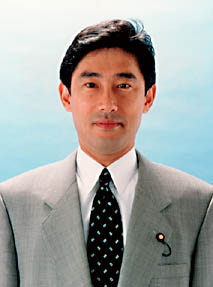
Кісіда в 1999 році, коли обійняв посаду парламентського віце-міністра з питань будівництва.

Кісіда Фуміо народився в Сібуї, Токіо, 29 липня 1957 року у сім'ї спадкових політиків. Його батько Кісіда Фумітаке був державним службовцем у міністерстві економіки, торгівлі та промисловості Японії та директором The Small and Medium Enterprise Agency. Оскільки сім'я Кісіда була родом із міста Хіросіма, вони поверталися туди щоліта. Багато членів сім'ї Кісіда загинули в результаті ядерного бомбардування Хіросіми 1945 року, і Фуміо виріс під впливом оповідань родичів, що вижили, про бомбардування. Шостий мер Хіросіми Ода Кан'їчі (з травня по липень 1909 року) є його прапрадідом. Його батько Кісіда Фумітаке і дід Кісіда Масакі були політиками, що входили до нижньої палати парламенту. Японський політик Міядзава Йоїчі — його двоюрідний брат, колишній губернатор префектури Хіросіма з 1973 по 1981 рік і міністр юстиції — з 1995 по 1996 рік Міядзава Хіроші, а також колишній прем'єр-міністр Японії Міядзава Кіїчі — його далекі родичі.
Кісіда Фуміо ходив до початкової школи PS 013 Clement C. Moore в районі Елмгерст у Квінзі, Нью-Йорк, оскільки його батько на той час працював у США. Кісіда закінчив старшу школу 
Кайсей, де також грав у бейсбольній команді
Кісіда Фуміо вивчав право в Унівеситеті Васеда, який закінчив 1982 року. В університеті він дружив з майбутнім японським політиком Іваєю Такеші. Після роботи в Long-Term Credit Bank of Japan, був секретарем члена Палати представників. Кісіда Фуміо був вперше обраний до Палати представників у липні 1993 року.

## Політична кар'єра
Після роботи в нині неіснуючому довгостроковому кредитному банку Японії, а потім роботи секретарем члена Палати представників, Кісіда був обраний до Палати представників на загальних виборах 1993 року, представляючи 1-й округ Хіросіми.
Кісіда обіймав посаду міністра у справах Окінави з 2007 по 2008 роки, спочатку в кабінеті Абе, а пізніше в кабінеті Фукуди. У 2008 році він був призначений державним міністром, відповідальним за питання споживачів і харчової безпеки в кабінеті тодішнього прем'єр-міністра Ясуо Фукуди. Кісіда Фуміо працював у кабінеті Ясуо Фукуди як державний міністр у справах Окінави і Північних територій (спірних Курильських островів), наукової та технологічної політики, за якістю життя та державно-правової реформи.
Він був близький до Макото Коги, лідера фракції Кочікай, однієї з найстаріших всередині ЛДП, і взяв на себе контроль над нею у жовтні 2012 року після того, як Макото Кога оголосив про відставку.
Після перемоги ЛДП на загальних виборах 2012 року Кісіда був призначений міністром закордонних справ. Він допоміг організувати історичний візит президента США Барака Обами до Хіросіми у травні 2016 року, і привернув увагу у 2017 році, коли з'явився разом із коміком Піко Таро, щоб просувати програму Організації Об'єднаних Націй.
У 2017 році Кісіда покинув кабінет міністрів, щоб очолити Раду з дослідження політики ЛДП, і ця посада традиційно розглядається як сходинка до керівництва партією.

### Діяльність на посаді Прем'єр-міністра Японії
Прем'єр-міністр Японії з 4 жовтня 2021 року.
Прем'єр-міністр Фуміо Кісіда оголосив про плани скласти великомасштабний пакет економічних стимулів вартістю «кілька десятків трильйонів єн» у п'ятницю, але деякі економісти скептично ставляться до його впливу на зростання короткострокової перспективи.
Під час виступу в Сеймі 7 березня 2022 року назвав південну частину «Курильських» островів «територією, притаманною Японії, територією, над якою Японія має суверенітет».
4 жовтня 2022 року він призначив свого старшого сина, 31-річного Шотару Кішиду, секретарем прем'єр-міністра з політичних питань. Це призначення було розкритиковано, як «змішання державних і приватних справ».
9 жовтня 2022 року він піднявся на подіум на передгоночній церемонії Гран-прі Японії Формули-1 на автодромі Судзука в префектурі Міє,[94] ставши першим чинним прем'єр-міністром Японії, який відвідав японські перегони . Це стало можливим завдяки зусиллям колишнього гонщика Формули-1 Сакона Ямамото, члена Палати представників .
8 грудня 2022 року на політичному засіданні правлячої партії уряд оголосив про свою політику підвищення податків для фінансування збільшених витрат на оборону . Це зустріло опозицію з боку правлячої партії та члена кабінету міністрів Санае Такаічі, державного міністра з питань економічної безпеки .
16 грудня 2022 року Кабінет міністрів затвердив нову Стратегію національної безпеки та План розвитку Сил оборони для посилення обороноздатності та вирішив володіти здатністю атакувати ворожу базу (контратакувальною здатністю). Також було вирішено прагнути до розгортання ракет «Томагавк» американського виробництва.
23 грудня 2022 року, напередодні імплементації переглянутого 28 грудня Закону про вибори на державні посади, офіційні кандидати ЛДП на виборах до нижньої палати парламенту 50-го скликання були визначені у 72 виборчих округах, а він сам був призначений лідером відділення Нової Хіросіми в окрузі 1  .
20 січня 2023 року на тлі третього спалаху інфекції Омікрон прем'єр-міністр Японії Кісіда оголосив, що уряд зобов'язався знизити правовий статус COVID-19 до класу 5, тобто до рівня сезонного грипу, що призведе до значних змін у прикордонних обмеженнях, які діють вже близько трьох років. Однак 13 березня уряд Кісіди скасував вимогу до громадян носити маски в громадських місцях - політику, ініційовану для боротьби з поширенням варіанту Омікрон та його наступних підваріантів . 27 квітня міністр охорони здоров'я Кісіди Кацунобу Като оголосив, що уряд знизить класифікацію COVID-19 до рівня «сезонного грипу» до опівночі 8 травня.  Щодо заходів боротьби з COVID-19, Като заявив на прес-конференції, що варіант Omicron та його наступні підваріанти спричинили менш важкі захворювання та смерті (протягом першого 16-місячного періоду), ніж будь-які попередні штами, що свідчить про відсутність необхідності турбуватися про збільшення ризиків для громадського здоров'я. Як наслідок, щоденні повідомлення про випадки захворювання на COVID-19 Омікрон офіційно припиняються. Хоча звіти про стан здоров'я населення будуть спрощені до щотижневих повідомлень на основі інформації від визначених медичних установ.
У 2023 році Японія головувала в Групі семи, а 49-й саміт G7 відбувся в префектурі Хіросіма в травні того ж року.  Як приймаюча сторона, Кісіда запросив різних лідерів «Глобального Півдня», зокрема прем'єр-міністра В'єтнаму Фам Мінь Чіня та прем'єр-міністра Індії Нарендру Моді.  На тлі російського вторгнення в Україну, Кісіда також запросив українського президента Володимира Зеленського. 19 травня 2023 року Кісіда та інші лідери G7 прибули до Меморіального парку миру в Хіросімі, де вшанували пам'ять загиблих та відвідали музей . Того ж дня лідери також оприлюднили спільну заяву щодо України та підтвердили свою підтримку України та верховенства права . 21 травня саміт завершився, і Кісіда визнав його успішним 
У квітні 2024 року Такео Акіба задокументував зміни в оборонній політиці у Washington Post, як «епічний зсув в оборонній позиції Японії». Радник Кісіди з питань національної безпеки зазначив, що Японія перебуває «в найсуворішому безпековому середовищі з часів Другої світової війни», і в результаті було розроблено кілька важливих ініціатив, таких як Стратегія національної безпеки, прийнята в грудні 2022 року. Кісіда, який на той час перебував з візитом у президента Байдена у Вашингтоні, у березні 2024 року контролював «необхідні заходи щодо витрачання 2 відсотків валового внутрішнього продукту на оборону, порівняно з 1,2 відсотка» у 2022 році .
Кабінет Кісіди «послаблює традиційні військові обмеження і посилює свою обороноздатність», а в липні 2024 року оголосив про створення американсько-японського об'єднаного оперативного командування. японського об'єднаного оперативного командування з метою забезпечення «безперебійної роботи» обох збройних сил . Кабінет Кісіди послабив військові обмеження, схваливши продаж зброї за кордон і переглянувши правила передачі обладнання та технологій, щоб дозволити «продавати зброю країнам, які не є партнерами» . У липні Кісіда заявив про посилення координації з НАТО, в тому числі проведення спільних європейсько-атлантичних навчань .

У серпні 2024 року Кісіда закликав чиновників ЛДП «просунути дискусії про конституційну реформу», заявивши, що роль Сили самооборони Японії є «найважливішою для держави» . В серпні 67-річний Кісіда заявляв, що потрібно шукати нових лідерів. Такий крок не став неочікуваним, адже рейтинг урядовця значно впав після гучного корупційного скандалу з представниками ЛДП. А трирічний термін прем'єрства Кісіди спливає цього місяця.

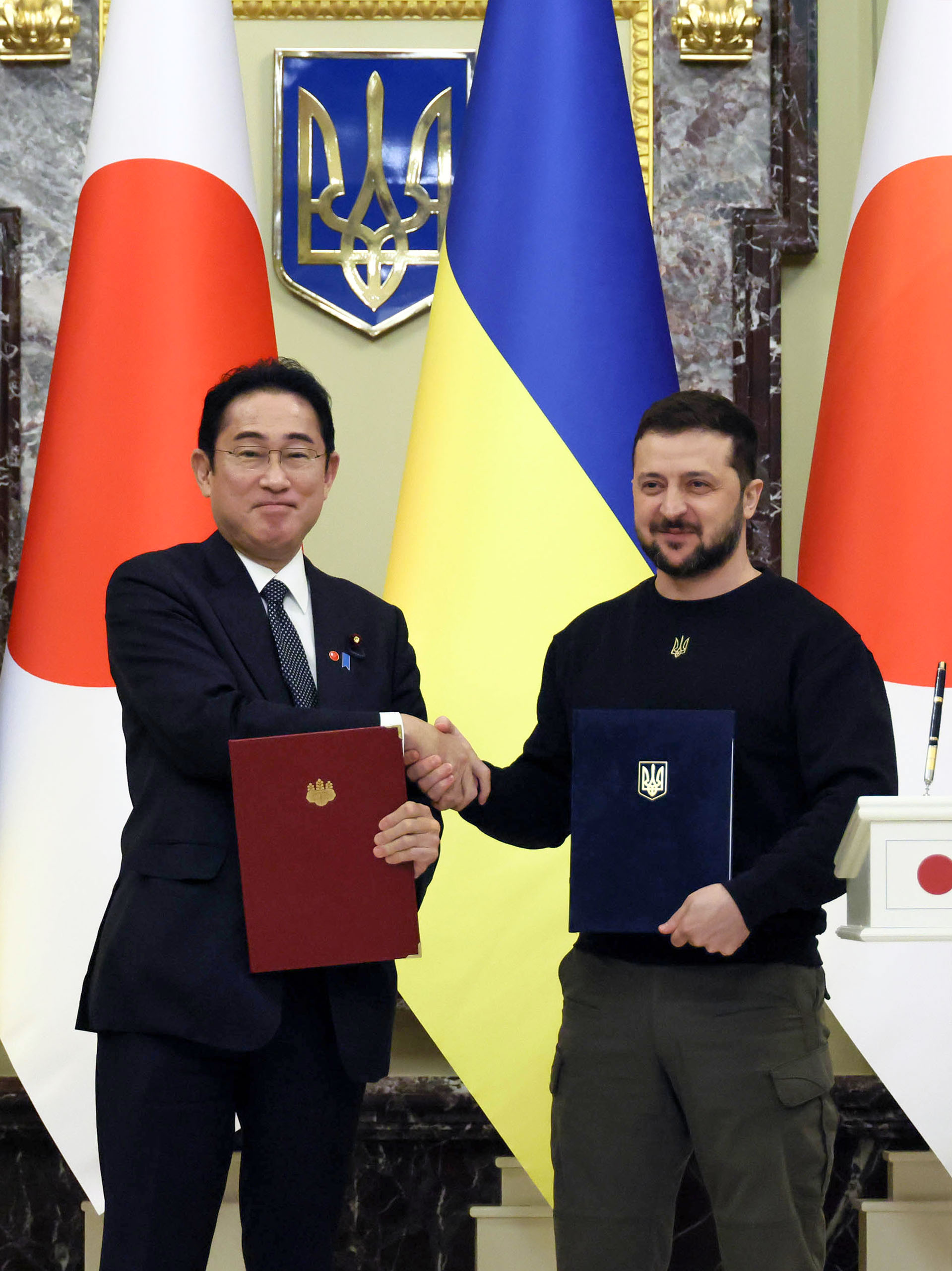
Зустріч президента Зеленського з прем'єр-міністром Японії Фуміо Кісіда. 21.03.2023

### Відвідування України

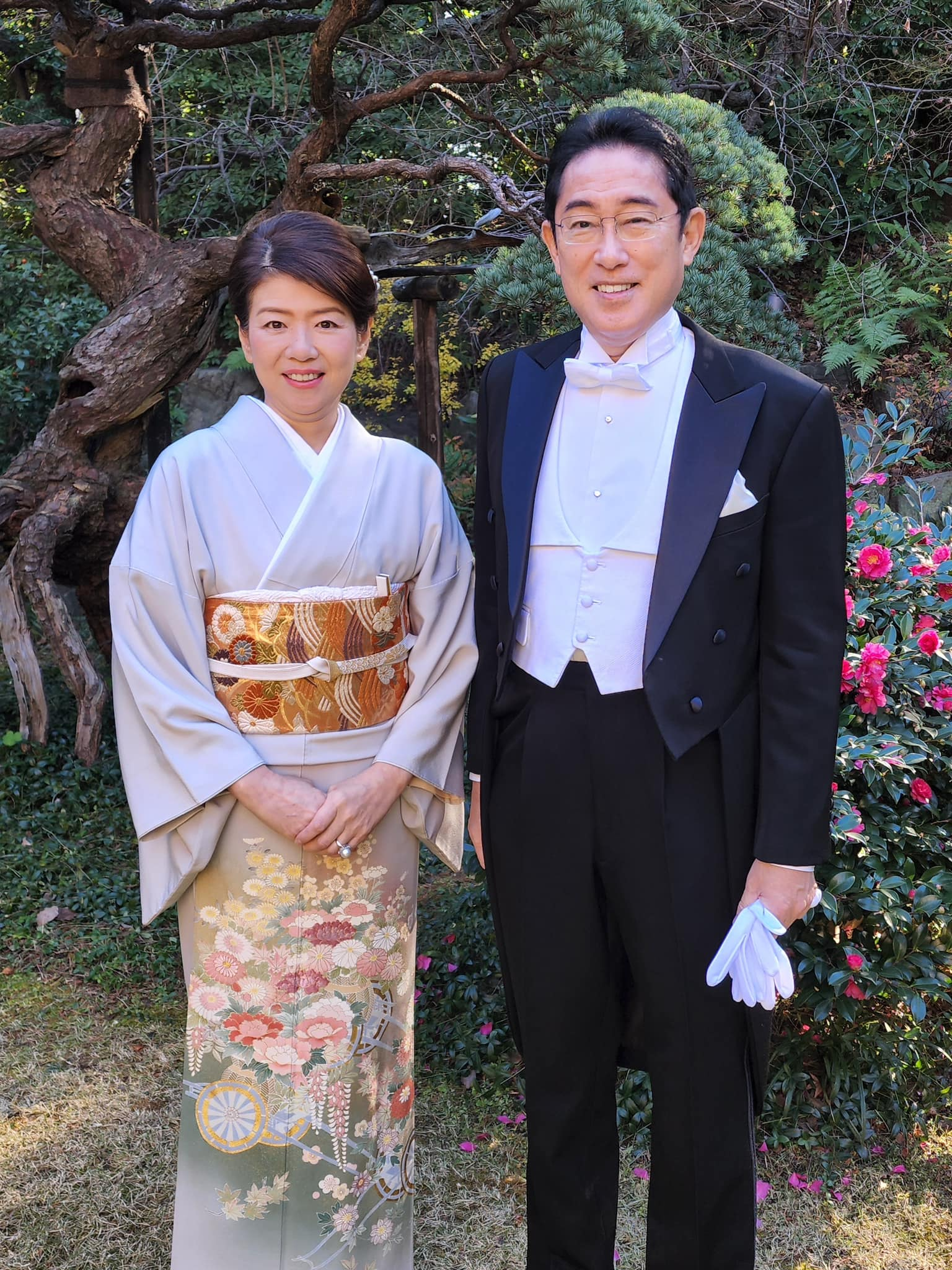
Кісіда Фуміо з дружиною Юко 1 січня 2023 року

21 березня 2023 року Прем'єр-міністр Японії Фуміо Кісіда прибув з робочим візитом до Києва. Кішіда разом з українською делегацією поклали квіти, вшанувавши пам'ять українців, які загинули від рук окупантів у Бучі, оглянув об'єкти інфраструктури, відновленням та ремонтом яких опікуються японські фонди. Кішіда запросив Президента України Володимира Зеленського на саміт G7, де в 2023 році головним розпорядником є саме Японія.

## Сім'я
Родина Кісіда
Прадід — Ікутаро (1867—1908), бізнесмен, Хіросіма
Дід — Масакі (1895—1961) бізнесмен, власник універмагів і політик, уродженець Хіросіми
Батько — Фумітаке (1926—1992) уродженець Хіросіми, бюрократ і політик з Массачусетського технологічного інституту
Мати Суміко (1931—2020) префектура Сага, друга донька бізнесмена Рьодзі Ігуті (колишнього президента Nitto Flour Milling), випускниця коледжу Цуда.
Дружина — Юко (народилася 15 серпня 1964 року, старша донька Кунідзіро Вади, закінчила Токійський жіночий університет, факультет мистецтв і наук).
Вони з його дружиною перебували у шлюбі за домовленістю.
Старший син, Сьотаро (народився 14 січня 1991 року) є секретар прем'єр-міністра (колишній державний секретар), закінчив юридичний факультет університету Кейо).
Ще 2 сини.

### Близькі родичі
Молодший брат Такео (1960 р. н.), працював у Mitsubishi Corporation, президент Feel Japan з K Corporation, випускник юридичного факультету університету Кейо.
Дружина Ацуко (1964 р. н.), старша дочка Кадзуо Койке, засновника компанії Koikeya, випускниця університету Аояма Гакуін, бакалавр права.
Молодша сестра, Дзюнко (1963 р. н.), випускниця літературного факультету університету Кейо).
Чоловік, Йошіхіде Кімура (нар. 1956 — пом. 2003, чиновник у сфері фінансів, випускник юридичного факультету Токійського університету).
Молодша сестра, Норіко (нар. 1965, закінчила факультет іноземних мов університету Софії).
Чоловік, Тецуо Кабе (нар. 1962, 51-й комісар Національного податкового агентства, випускник юридичного факультету Токійського університету).

## Нагороди
- Орден князя Ярослава Мудрого I ст. (Україна, 23 серпня 2024) — за вагомий особистий внесок у зміцнення міждержавного співробітництва, підтримку суверенітету та територіальної цілісності України, популяризацію Української держави у світі[46]